# Медникова, Светлана Васильевна
Светлана Васильевна Медникова (Кручонок; род. 9 апреля 1956, Староконстантинов, Хмельницкая область) — советская и российская шахматистка, гроссмейстер среди женщин (2014), тренер. Чемпионка мира среди шахматисток старше 50 лет (2014). Трёхкратная чемпионка Ленинграда — Санкт-Петербурга (1977, 1979, 1992).

## Биография
Школьные годы провела в Польше (там служил в Северной группе войск её отчим), затем в Житомире (Украинская ССР). Первый тренер — Соломон Израилевич Ревич, работавший в житомирском доме пионеров.
В 1978 году окончила факультет прикладной математики — процессов управления Ленинградского государственного университета. В 1978—1983 годах работала инженером в НПО «Ленинец», затем стала тренером в шахматной школе при Ленинградском университете.
В 1997 году получила звание мастера ФИДЕ среди женщин, в 2011 — международного мастера среди женщин.

## Семья
Муж — Виктор
- Сын Степан окончил СПбГУ, психолог, кандидат наук, доцент СПбГУ и ВШЭ.
- Сын — Василий

## Спортивные достижения
| Год  | Город       | Турнир                                                                        | + | − | = | Результат | Место |
| ---- | ----------- | ----------------------------------------------------------------------------- | - | - | - | --------- | ----- |
| 1974 | Калининград | Первенство ЦС ДСО «Буревестник» среди девушек                                 |   |   |   |           | 1     |
| 1977 | Ленинград   | Чемпионат Ленинграда                                                          |   |   |   | 8½ из 13  | 1—2   |
| 1978 | Челябинск   | Полуфинал 38-го чемпионата СССР                                               | 6 | 3 | 6 | 9 из 15   | 5—6   |
| 1979 | Ленинград   | Чемпионат Ленинграда                                                          |   |   |   |           | 1     |
| 1979 | Москва      | 14-е первенство СССР между командами союзных республик, за сборную Ленинграда |   |   |   |           |       |

## Изменения рейтинга
| Графики недоступны из-за технических проблем. См. информацию на Фабрикаторе и на mediawiki.org. |